# Riella helicophylla
Riella helicophylla är en bladmossart som först beskrevs av Bory et Mont., och fick sitt nu gällande namn av Mont.. Riella helicophylla ingår i släktet Riella och familjen Riellaceae. Inga underarter finns listade i Catalogue of Life.